# (4368) Pillmore
(4368) Pillmore ist ein Hauptgürtelasteroid, der am 5. Mai 1981 von Carolyn Shoemaker am Palomar-Observatorium entdeckt wurde.
Der Asteroid wurde nach dem Geologen Charles L. Pillmore benannt.